# بيستيشي
بيستيشي (بالإيطالية: Pisticci)‏ هي بلدية في مقاطعة ماتيرا في إقليم بازيليكاتا الإيطالي.

## السكان
في سنة 1861 بلغ عدد السكان 6٬480 نسمة، وتطور العدد ليصل في سنة 2011 لـ 17٬361 نسمة.
يظهر هذا المخطط البياني تطور النمو السكاني لـ بيستيشي